# Roland Gagey
Roland Gagey, né en 1900 et mort en 1976, est un médecin, auteur libre-penseur et anticlérical, libraire et éditeur français. Il a également publié sous le pseudonyme C. Louis Vignon.
Victime de la censure, Roland Gagey est largement oublié aujourd'hui, même si les travaux de Bernard Joubert l'ont quelque peu remis en lumière.

## Publications
Liste non exhaustive.
- Mon combat (Mein Kampf), extraits, avant-propos de Charles-Louis Vignon, Éditions du savoir mutuel, 1935, 126 p.
- L'éducation sexuelle de votre enfant, préface de Pierre Mac Orlan, Paris : chez l'auteur, 1954, 224 p.
- Satan et l'Amour, Paris: Gagey, 1955, 320 p.
- Initiation sexuelle moderne, seconde édition, Paris : chez l'auteur, 1957, 291 p.
- Adolf Hitler, Par les textes de Adolf Hitler. La Doctrine hitlérienne, Hitler et la France, commentaires de C.-Louis Vignon, Paris : Gagey, 1962, 127 p.
- La Révolution sexuelle, Paris : L.D., 1968, 61 p.
- La Volupté dans la souffrance, Paris, chez l'auteur, sans date.
- L'Inquisition et ses tortures, Paris, chez l'auteur, sans date.
- La Vie secrète des couvents, 1934.
- L'Histoire scandaleuse des papes.
- Initiation à la volupté, ouvrage réservé aux adultes, Paris, chez l'auteur, [s. d.], 303 p.